# WWE Clash in Paris
WWE Clash in Paris là sự kiện đấu vật chuyên nghiệp trả tiền theo lượt xem (PPV) và phát trực tiếp do WWE sản xuất. Đây sẽ là sự kiện Clash thứ ba, được rút gọn từ tên "Clash at the Castle" trước đó được sử dụng trong 2022 và 2024. Sự kiện diễn ra vào Chủ Nhật, ngày 31 tháng 8 năm 2025, tại Paris La Défense Arena ở La Défense, Nanterre, Pháp, đánh dấu sự kiện PPV và phát trực tiếp thứ hai của WWE được tổ chức tại Pháp sau Backlash France vào tháng 5 năm 2024 và là sự kiện đầu tiên ở Paris. Sự kiện này sẽ được tổ chức cho các đô vật đến từ Raw và SmackDown.